# Марченков (хутор)
Марченков — хутор в Зимовниковском районе Ростовской области.
Входит в состав Ленинского сельского поселения.

## География
На хуторе имеются две улицы: Победы и Солнечная.

## Население
Динамика численности населения
| 1926 |
| ---- |
| 262  |

| 2010 |
| ---- |
| 193  |